# (73334) 2002 JD110
(73334) 2002 JD110 – planetoida z pasa głównego asteroid okrążająca Słońce w ciągu 4,39 lat w średniej odległości 2,68 j.a. Odkryta 11 maja 2002 roku.